# Дончо Дончев (електроинженер)
Вижте пояснителната страница за други личности с името Дончо Дончев.
Дончо Ст. Дончев е български учен, инженер, специалист по електрически машини. Професор във ВМЕИ Варна. Заместник-министър на образованието (1990 – 1991).

## Биография
Роден е на 11 април 1935 г. в гр. Златица. По майчина линия е от рода Самарджиеви (Осмаците) от гр. Златица. Първи братовчед е на кинооператора Цанчо Цанчев.
През 1954 г. завършва Техникум по механоелектротехника в гр. Карлово. В продължение на две години работи като електротехник в Перник и Пирдоп. През 1956 г. постъпва в МЕИ – София, специалност „Електрически машини и апарати“ (ЕМА) и завършва висше образование една година предсрочно – 1960 г. През 1961 г. е избран за асистент по „Електрически машини“ в същия институт. През октомври 1963 г. става редовен докторант в Политехническия институт в Харков, Украйна, където успешно защитава дисертация през 1966 г. и получава научна степен „кандидат на техническите науки“. Същата година постъпва на работа като преподавател в катедра ЕМА във ВМЕИ – Варна.
През 1968 г. е хабилитиран като доцент по „Електрически машини“. Докторска дисертация защитава през 1981 г., а следващата година е избран за професор. Чел е лекции по основен курс „Електрически машини“, участвал е в създаването на учебни планове и програми по различни дисциплини. Под негово ръководство са защитили успешно над 60 дипломанта и 7 докторанта. Автор е на редица учебни пособия и публикации в България и над 150 в чужбина.
Заема редица ръководни длъжности:
- 1968 – 1972 декан на Електротехническия факултет на ВМЕИ Варна[1][2];
- 1972 – 1975 заместник-ректор;
- 1981 – 1985 председател на Окръжния съвет за народна просвета Варна и първи зам. председател на Окръжния народен съвет Варна;
- 1985 – 1986 ректор;
- 1986 – 1989 зам. министър на народната просвета;
- Ръководител е на катедри „Радиотехника“ (1969 – 1972) и „Електротехника и електротехнологии“ (1972 – 1992) Създава и ръководи „Научно-производствената лаборатория по специални електрически машини и апарати“.

Дончо Дончев е дългогодишен член на Специализирания научен съвет по електротехника при ВАК. Член е на Комисията за акредитиране на ВУЗ към НАОА, а от 1998 г. е международен експерт по акредитиране на висши учебни заведения. Организатор на конференцията по електрически машини (ЕЛМА). За особени заслуги към работата и развитието на катедрата по „Електротехника и електротехнологии“ в ТУ – Варна е избран за почетен ръководител на катедрата (посмъртно). Избран е и за почетен член на Съюза по електроника, електротехника и съобщения (посмъртно).